# Haematopota nubilis
Haematopota nubilis är en tvåvingeart som först beskrevs av Hauser 1960.  Haematopota nubilis ingår i släktet Haematopota och familjen bromsar.
Artens utbredningsområde är Azerbajdzjan. Inga underarter finns listade i Catalogue of Life.